# Ronald Zubar
Ronald Zubar (Les Abymes, Guadalupe, 20 de setembro de 1985) é um futebolista francês.

## Carreira

### Caen
Começou a carreira em 2002 no Caen da França, jogando 97 partidas e marcando 2 gols.

### Seleção
Em 2003 chega à seleção de Guadalupe. Um ano depois, Zubar vai para a seleção da França sub-21.

### Olympique de Marseille
Em 2006 Zubar chega ao Olympique, de Marselha.
 Joga um total de  78 partidas, marcando 2 gols.

### Wolverhampton Wanderers
Em 2009 é vendido ao Wolverhampton Wanderers FC. Lá joga 66 partidas, e marca 4 gols, até 2013.

### AC Ajaccio
Em 2013 volta pra França, para jogar no AC Ajaccio.